# Знак учасника зльоту СА в Брауншвейзі 1931
Знак учасника зльоту СА в Брауншвейзі 1931 (нім. Das Abzeichen vom SA-Treffen in Braunschweig 1931) — партійна відзнака НСДАП, введена 6 листопада 1936 року. Одна із найпрестижніших партійних відзнак.

## Історія
17-18 жовтня відбувся масштабний мітинг членів СА та СС, які продемонстрували свою силу та відданість Адольфу Гітлеру. 104 тисячі членів СА та СС 6 годин марширували перед Гітлером і продемонстрували моторизовані частини СА та НСКК. Зліт був організований групою СА «Північ» на чолі з группенфюрером СА Віктором Лютце, який запевнив фюрера у своїй абсолютній відданості. В свою чергу, Гітлер збільшив розмір СА, віддавши наказ створити 24 нових полки штурмовиків. В 1934 році Гітлер віддячив Лютце за відданість, призначивши його на посаду начальника штабу СА замість Ернста Рема, вбитого під час Ночі Довгих Ножів.

## Умови нагородження
Знак був створений, щоб відзначити зліт і вшанувати учасників події. Щоб отримати знак, необхідно було бути офіційно присутнім на мітингу.Примсутність мала бути офіційно підтверджена керівником частини СА, до якої належва учасник, або вищим функціонером СА. Начальник штабу СА Віктор Лютце та його наступники мали право позбавити нагородженого знака.
За престижністю серед партійних нагород знак займав третє місце після Почесного знака Кобург Та Почесного партійного знака «Нюрнберг 1929».

## Опис
Існувало 2 варіанти знаку:
1. Овальний знак 37Х50 мм, виготовлений з олова. Краї знака оточені вінком з дубового листя, вгорі - партійний орел, внизу вінок перев'язаний бантом. В центрі знака - напис SA-Treffen Braunschweig 17./18. Oktober 1931 (укр. Зліт СА, Брауншвейг, 17/18 жовтня 1931). перші знаки були посріблені.
2. Від першого варіанта відрізнявся тільки більшою довжиною - 52 мм.

Знак носили на лівому боці грудей.

## Відомі нагороджені[1]
- Адольф Гітлер
- Курт Далюге
- Еріх фон дем Бах
- Ганс Бюннінг
- Карл-Гайнц Шульц-Лепель